# Heliocontia concordens
Heliocontia concordens är en fjärilsart som beskrevs av Dyar 1914. Heliocontia concordens ingår i släktet Heliocontia och familjen nattflyn. Inga underarter finns listade i Catalogue of Life.